# André Ier de Galicie
Pour les articles homonymes, voir André de Galicie et André Ier.
André Ier Youriyevych ou André de Galicie ( ukrainien : Андрій I Юрієвич   ) (inconnu – 1323) fut le dernier roi Rus' de Galicie-Volhynie de 1308 à 1323 (selon d'autres sources, à partir de 1315). Il était le fils de Georges Ier (1252-1308) auquel il succéda sur le trône royal de Galicie. Sa mère était Euphémie de Cujavie. Après la mort de son père, il dirigea le royaume avec son frère Léon (Lev) II. Bien que le royaume soit un seul État géré conjointement, il existe des sources informant qu'André siégeait à Volodymyr-Volynskyi et Léon II en Galicie.

## Biographie

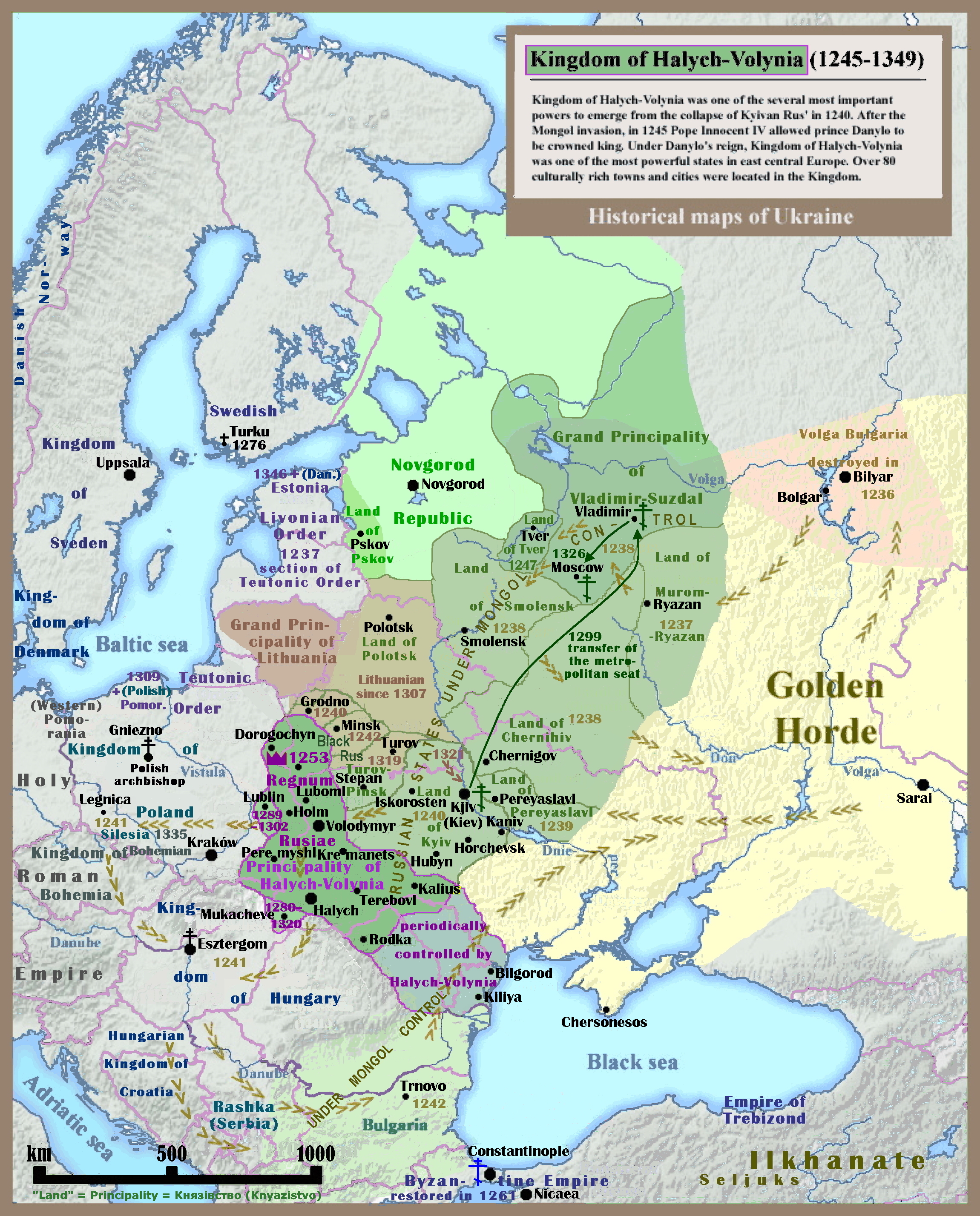
Le royaume de Galicie-Volhynie (1245-1349).

### Combattre la Lituanie et les Tatars
On sait qu'au cours de la deuxième décennie du XIVe siècle, les Lituaniens ont renforcé leur pression sur la Galicie-Volhynie en tentant de prendre les terres de Dorohychyn et de Berestia. Pendant ces années de règne, André et son frère combattaient constamment Gediminas de Lituanie.
Il avait établi des relations solides avec le roi polonais Ladislas Ier de Pologne et l'Ordre Teutonique, et a tenté d'affaiblir la dépendance envers la Horde d'Or.
Ils se sont également rangés du côté des alliés de Ladislas Ier de Pologne : les souverains scandinaves et poméraniens contre les margraves de Brandebourg (1315).

### Mort
Selon certains historiens, il meurt avec son frère Lev II en combattant les Mongols-Tatars ou les Lituaniens en défendant Berestia.
Le roi André et son frère Lev II étaient très respectés à l'ouest. En mai 1323, le roi polonais Ladislas écrivit  dans sa lettre au Pape avec regret : « Les deux derniers rois ruthènes, qui avaient été de solides boucliers pour la Pologne contre les Tatars, ont quitté ce monde et après leur mort, la Pologne est directement sous la menace tatare. »
Après leur mort, la lignée des descendants directs de Roman Mstyslavych s'est éteinte et l'État galicien est resté sans dynastie. Les boyards galiciens (noblesse) ont tenté de gouverner l'État eux-mêmes. C'était peut-être la raison pour laquelle ils cherchaient la protection des Tatars que craignait Ladislas de Pologne. Mais bientôt des éléments plus conservateurs s'installèrent parmi les boyards et le trône galicien fut donné au duc de Mazovie Boleslaw Trojdenowicz qui prit le nom de Yuriy II et qui régna sur la Galicie de 1323 à 1338. Boleslaw Treojdenowicz était marié à la sœur d'André, Maria, qui régnait avec son mari. Sa nièce, Eufemia, héritière de Volhynie, régna à Loutsk.